# ヘイリー・ウェステンラ
ヘイリー・ウェステンラ（Hayley Westenra、1987年4月10日 - ）は、ニュージーランドクライストチャーチ出身の歌手である。アイルランド系ニュージーランド人。日本ではヘイリーの名義で活動している。なお、ヘイリーは米語読みであり、ニュージーランドでは、ハイリーに近い発音である。

## 略歴

### 生い立ち
祖母は歌手、母方の祖父はピアニストという音楽好きの一家に育った。6歳の時に学校のクリスマス会で歌を歌ったことから始まった。彼女が絶対音感の持ち主であることに気づいた教師に薦められヴァイオリンやピアノ、リコーダーを習い始めた。やがて発声の練習も始め、ミュージカルの舞台を夢見るようになった。11歳までに40回を超える舞台を務めた。
12歳の時に家族と友人に配布する目的でデモ・アルバム『Walking in the Air』を録音し、1000部を制作した。この録音を終えた後、妹と一緒にクライストチャーチの路上でパフォーマンスを行った。多くの群集に取り囲まれそれを目にしたカンタベリー・テレビ (CTV) の記者から番組への出演申し出を受けた。

### デビュー後
レコードデビュー
テレビでのパフォーマンスはプロモーション会社社長の目に止まり、その後、ユニバーサルミュージック・ニュージーランドからレコーディングの申し出を受けた。2000年に自身の名を冠した「Hayley Westenra」でデビューを果たした。アルバムは好調な売れ行きを示し、クリスマス・アルバム『 My Gift To You 』が制作された。ニュージーランド随一の声楽指導者であるマルヴィナ・メイジャー (en:Malvina Major) も彼女の才能を称賛しレッスンを買って出た。2002年の春にロンドンへ渡った際はラッセル・ワトソンと共演する機会にも恵まれた。
アルバム 『Pure』
ヘイリーの名が国際的に知られるようになったのは2003年にデッカ・レコードと契約しアルバム『Pure』を発表してからのことである。クラシックの楽曲やポップス、マオリの伝承歌のほか、ジョージ・マーティンの書き下ろし曲などを収録したこのアルバムはイギリスのクラシック・チャートで1位、総合チャートで7位となり、全世界での累計売上は200万枚に達した。
『Pure』は日本でも28位と健闘し、さらにテレビドラマ『白い巨塔』の主題歌に「アメイジング・グレイス」が起用されたことで広くその名を知られるようになった。日本ではこのほかに「モーツァルトの子守歌」が映画『ローレライ』の主題歌に採用されたことも話題になった。
アルバム 『Odyssey』
2005年にはアルバム『Odyssey』を発表した。ここで彼女はいくつかの曲を共作し、編曲にも参加している。同年12月にはカート・ブラウニング主催のアイス・ショーにゲスト参加しアンドレア・ボチェッリと共演した。
アルバム 『クリスタル 〜 クラシカル・フェイヴァリッツ』
2006年の前半はソロ活動と並行してイル・ディーヴォのツアーにゲスト・パフォーマーとして参加した。同年8月から2007年前半にかけてはケルティック・ウーマンに加入し、コンサート・ツアーに同行した。アルバム 『クリスタル 〜 クラシカル・フェイヴァリッツ』を発表した。
アルバム 『Treasure』
2007年には『ウエスト・サイド物語』の録音（7月30日発売）にマリア役で参加した。2007年2月にはアルバム『Treasure』を発表。彼女自身が全ての選曲を行ったこのアルバムは彼女の祖母に捧げられた。
シングル 『アメイジング・グレイス2008』
2008年5月に日本でシングル「アメイジング・グレイス2008」をリリースした。これは2005年に白血病で亡くなった本田美奈子.の残された音源との仮想的なデュエットによるバージョンである。同年6月3日には『NHK歌謡コンサート』に洋楽歌手として初めて出演し、本田の2004年のライブ映像をバックにこの“デュエット”版による歌唱を披露した。
翌6月4日にはこの「アメイジング・グレイス」に加え日本のポップスのカバーを収録したアルバム『純～21歳の出会い』をリリースした。ここでヘイリーは一部の楽曲の編曲や訳詞も手がけている。「アメイジング・グレイス」の一部とボーナス・トラックの「白い色は恋人の色」ではきれいな日本語による歌唱を聴かせている。

### 2010年代の活動
2011年にニュージーランドで開催されたラグビーワールドカップ2011のテーマ曲「ワールド・イン・ユニオン」の公式歌唱者に選ばれる。
＜ 2014年　来日、海上自衛隊東京音楽隊/三宅由佳莉との共演 ＞
2014年3月、来日記念ベスト盤『アメイジング・グレイス~祈り ヘイリー・グレイテスト・ヒッツ』をリリース。ボーナス・トラックにNHKが東北地方太平洋沖地震の被災地の支援を行う〈NHK東日本大震災プロジェクト〉の一環として、復興を応援するテーマ・ソング「花は咲く」と、三宅由佳莉（海上自衛隊東京音楽隊）とのデュエットで「祈り～a prayer (duet version) 」の2曲が新録音された。4月7日に都内で行われたアルバムの発売を記念したイベントに海上自衛隊音楽隊から三宅由佳莉（ソプラノ）、太田紗和子（ピアノ）、岩田有可里（コントラバス）がゲスト出演。2人の共演が初めて実際に披露された。
4月8日、8：00～10：25放送の日本テレビ「スッキリ!!」のコーナー”WEニュース”に生出演。20：00～NHK総合テレビ「NHK歌謡コンサート」にヘイリー、そして海上自衛隊東京音楽隊から三宅由佳莉（ソプラノ）、太田紗和子（ピアノ）、岩田有可里（コントラバス）、荒木美佳（ハープ）の4名が出演。「祈り～a prayer（デュエット・ヴァージョン）」をテレビで披露した。
4月14日、東京国際フォーラムで開催された来日公演では、スペシャル・ゲストとして海上自衛隊東京音楽隊の三宅由佳莉（ソプラノ）、太田紗和子（ピアノ）、岩田有可里（コントラバス）が参加。コンサートの後半で「祈り～a prayer」を共演した。

## チャリティー活動
ユニセフ親善大使である。ガーナでは、遠くから学校へ通う貧しい地域の少女のために自転車を買うための資金集め"Bikes for Ghana"に協力している。このほかにもイギリスでのいじめ防止の活動 やニュージーランドでの乳癌の早期発見の啓発活動 などにも取り組んでおり、こうした世界でのチャリティー活動は高く評価されている。
2009年3月10日にヘイリー・ウェステンラ東京都（seibi children's home tokyo）チャリティーイベントの孤児院に参加した。

## 私生活
3兄弟の長女で妹と弟がいる。オランダとアイルランドの家系出身。
現在はロンドンに在住。2010年4月、ロンドン在住のフランス人男性と交際していることを認めている。2012年2月、以前より交際していたフランス人音響技師のArnaud Sabardとの婚約を認め、2013年12月29日に地元ニュージーランドにて結婚式を挙げた。

## ディスコグラフィ

### アルバム
- Walking in the Air（2000年）
- Hayley Westenra（2001年）
- My Gift To You（2001年）
- ピュア Pure（2003年）
- オデッセイ Odyssey（2005年）
- クリスタル 〜 クラシカル・フェイヴァリッツ（2006年）
- アメイジング・グレイスヘイリー・ベスト（2007年）
- Treasure〜私の宝物 Treasure（2007年）
- ウェスト・サイド・ストーリー（2007年）
- プレイヤー〜祈りのピュア・ヴォイス（2007年）
- 純〜21歳の出会い HAYLEY sings JAPANESE SONGS（2008年）
- 絆 HAYLEY sings JAPANESE SONGS 2（2009年）
- ヘイリー／祈り〜ヘイリー・シングス・ジャパニーズ・ポップス ベスト（2012年）[20][21]
- やすらぎのハッシャバイ（2013年）
- アメイジング・グレイス~祈り ヘイリー・グレイテスト・ヒッツ（2014年）

### ミニ・アルバム
- 嵐が丘（2004年）

### シングル
- アメイジング・グレイス（2003年）
- モーツァルトの子守歌（2005年）
- アメイジング・グレイス2008（2008年）
- ねむの木の子守唄／蕾（2009年）

### ビデオ (DVD)
- ライヴ・フロム・ニュージーランド Live From New Zealand（2005年）

### カバー曲
- 男と女3 -TWO HEARTS TWO VOICES-（2010年）
  - オリビアを聴きながら（オリジナル：杏里） - 稲垣潤一とのデュエットボーカルで参加。